# Bessa fascinans
Bessa fascinans är en tvåvingeart som först beskrevs av Johann Wilhelm Meigen 1838.  Bessa fascinans ingår i släktet Bessa och familjen parasitflugor.
Artens utbredningsområde är Tyskland. Inga underarter finns listade i Catalogue of Life.